# Tipula pieli
Tipula pieli är en tvåvingeart som beskrevs av Alexander 1937. Tipula pieli ingår i släktet Tipula och familjen storharkrankar. Inga underarter finns listade i Catalogue of Life.